# Mariakapel (Koningsbosch, Pastoorsweg)

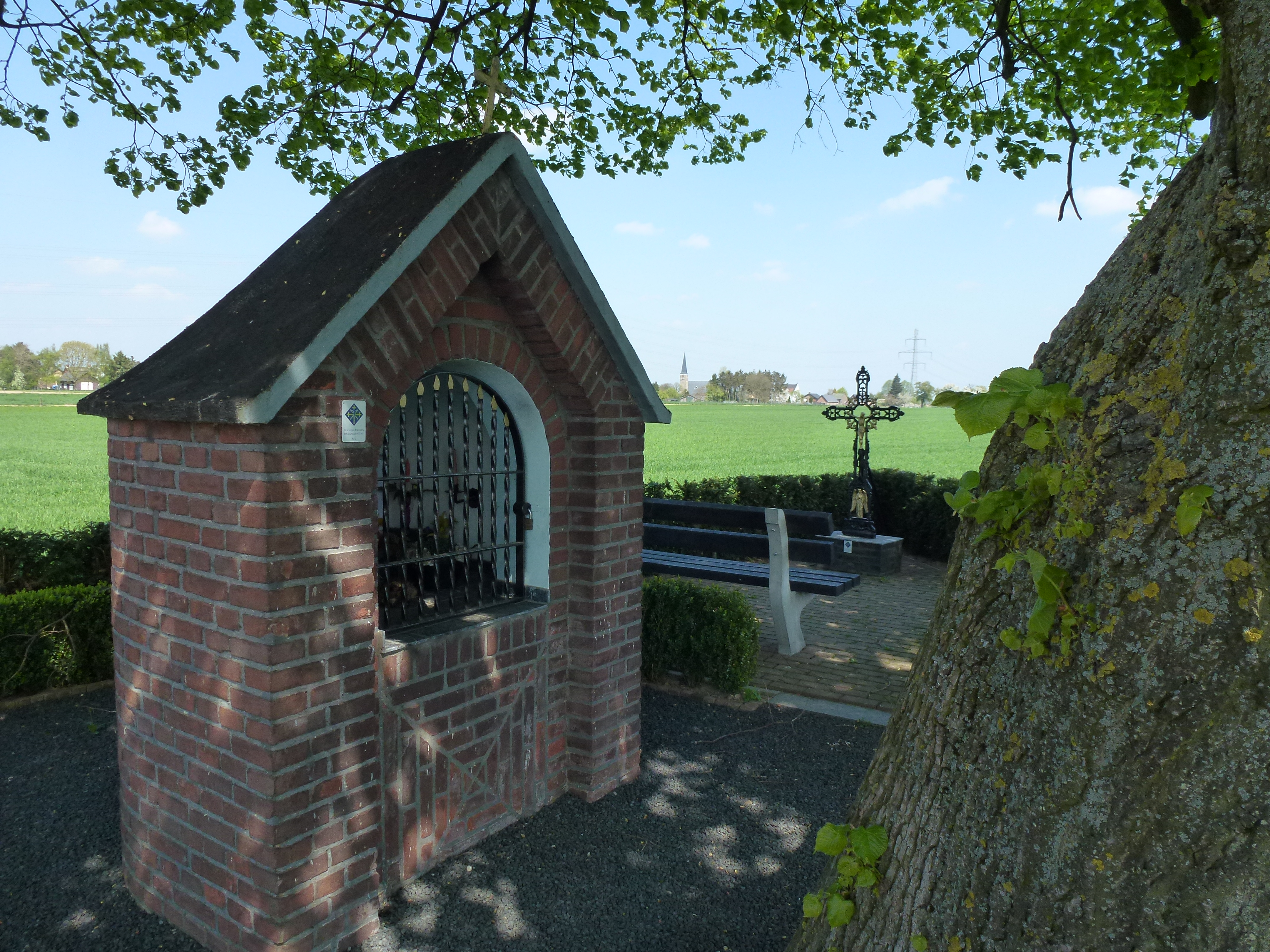
De Mariakapel

De Mariakapel is een kapel in Koningsbosch in de Nederlandse gemeente Echt-Susteren. De kapel staat aan de Pastoorsweg ten zuidoosten van het dorp.
De kapel is gewijd aan de heilige Maria, specifiek aan Onze-Lieve-Vrouw van Altijddurende Bijstand.

## Geschiedenis
Na de Tweede Wereldoorlog werd de kapel gebouwd uit dankbaarheid.

## Gebouw
De bakstenen kapel is een niskapel en wordt gedekt door een zadeldak met op de top een smeedijzeren kruis. De frontgevel heeft hoekpilasters en in de gevel bevindt zich de rondboogvormige nis die wordt afgesloten met tralies. In de nis staat het Mariabeeldje.